# Pedro Álvarez de Toledo

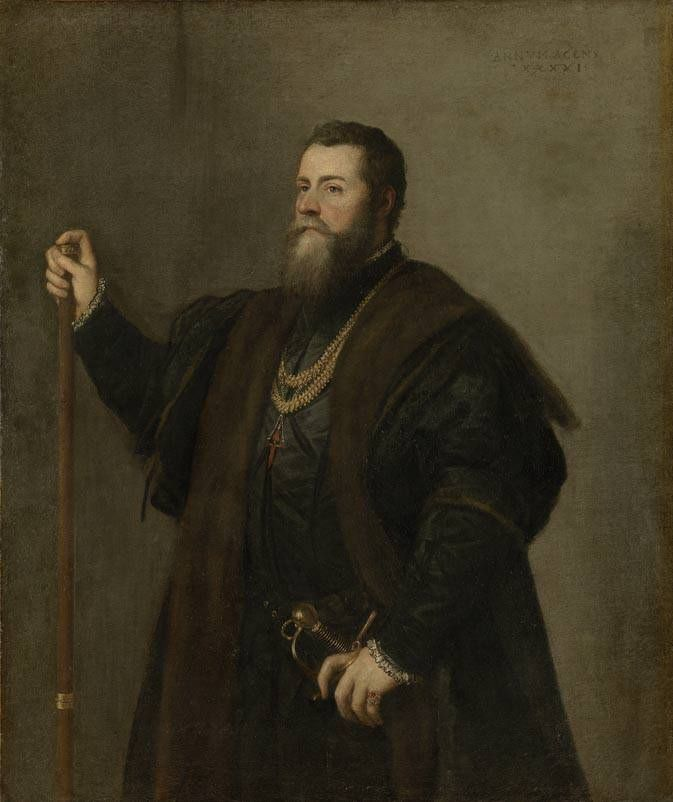
Pedro Álvarez de Toledo, van Tiziano

Pedro Álvarez de Toledo (Alba de Tormes, 13 juli 1484 — Florence, 21 februari 1553), derde markies van Villafranca del Bierzo, was een Spaanse onderkoning in Napels. Hij was de zoon van Fadrique Álvarez de Toledo, de tweede hertog van Alva, en een neef van de derde hertog van Alva, Fernando Álvarez de Toledo, de landvoogd in de Nederlanden.
Pedro Álvarez de Toledo trouwde in Alba de Tormes op 8 augustus 1503 met María Osorio Pimentel. Hun dochter Eleonora trouwde met Cosimo I de' Medici, groothertog van Toscane. 

Hun zoon García Álvarez de Toledo was de vierde markies van Villafranca. Hij werd onderkoning van Catalonië, vervolgens onderkoning van Napels. Op bevel van keizer Karel V bouwde hij het kasteel Sant'Elmo in Napels uit, ter verdediging van de stad. Architect Pedro Luis Escriva uit Valencia tekende de plannen van het fort in een ster met vijf punten. Verder werkte hij de bouw af van het Castello Aragonese in Baia, nabij de stad Napels.
Hij nam deel aan de Slag bij Lepanto in 1571.
Kleinzoon Pedro Álvarez (Napels, 5 september 1546 - 17 juli 1627) werd de vijfde markies van Villafranca. Hij trouwde in 1576. In 1614 werd hij gouverneur van het hertogdom Milaan. Hij was als derde man betrokken bij de samenzwering tegen de republiek Venetië. 
In 1615 raakte de Republiek in oorlog met Oostenrijk, de Uskokken en Spanje over de heerschappij van de Adriatische Zee. In 1617 werd vrede gesloten, maar Pedro Téllez-Girón de onderkoning van Napels zette samen met de Spaanse ambassadeur Alfonso de la Cueva een samenzwering op om alsnog een doorbraak te forceren. Villafranca zou Venetië vanuit het westen aanvallen. Giovanni Bembo riep de hulp van Engeland en Holland in.
Vanwege zijn verdienste werd hij Grande van Spanje. In 1625 verdedigde hij bij een Aanval op Cádiz de stad tegen een gezamenlijke Nederlands/Engelse vloot.
- Biblioteca Nacional de España: XX1528518
- Bibliothèque nationale de France: cb11998255g (data)
- Gemeinsame Normdatei: 119405628
- International Standard Name Identifier: 0000 0000 6634 9441
- Library of Congress Control Number: n85191905
- Nationale Bibliotheek van Israël: 987007275092605171
- Nederlandse Thesaurus van Auteursnamen: 119746190
- SNAC: w6zp6800
- Système universitaire de documentation: 028074890
- Virtual International Authority File: 59893520
- WorldCat: E39PBJvXfCC6tpm4HW9Gy6fQbd